# 南投縣私立五育高級中學
南投縣私立五育高級中學是一所位於中華民國臺灣省南投縣南投市的私立高中，亦是南投縣第一所私立高中，位於八卦山東邊山麓，校地是臺糖屬有的土地。設有多媒體動畫科、美容科、照顧服務科。

### 校史
五育中學於2001年招收第一梯學生（國中部六班、高中部兩班），創立之初校長賴文吉先生（已卸任）及董事長何基德先生（已卸任），致力經營學校事務，其建校理想為將五育中學建立為「南投一中」。目前設有高職多媒體動畫、照顧服務、美容等三科，師生共約400人。

### 校徽

五育中學校徽

顏色使用高彩度色彩表現年輕活力，而四方形的框架代表完整的理性形式，也隱喻無線奧妙的知識之門。
五個四方體代表「德、智、體、群、美」分散在不特定位置的小塊體代表靈活不僵化的思維。
資料出處：五育中學學校與家庭連絡簿

### 校歌
(詞：白博文／曲：張瑞益)
| 龍鳳高崗上 彩雲飛揚 五育校園中 書聲飄香 德智體群美 全人教育 文武術德備 時代棟樑 胸懷新視野 國際宏觀 | 菁莪會首學 師承八荒 玉山映白雪 校運隆昌 貓羅蜿蜒水 學統綿長 承先復起後 造福邦鄉 綱常樹砥柱 五育榮光 |

### 校訓
誠敬勤樸

### 校園及建築
- 行政大樓
- 教學大樓
- 專科大樓
- 籃球場
- 操場

## 行政單位

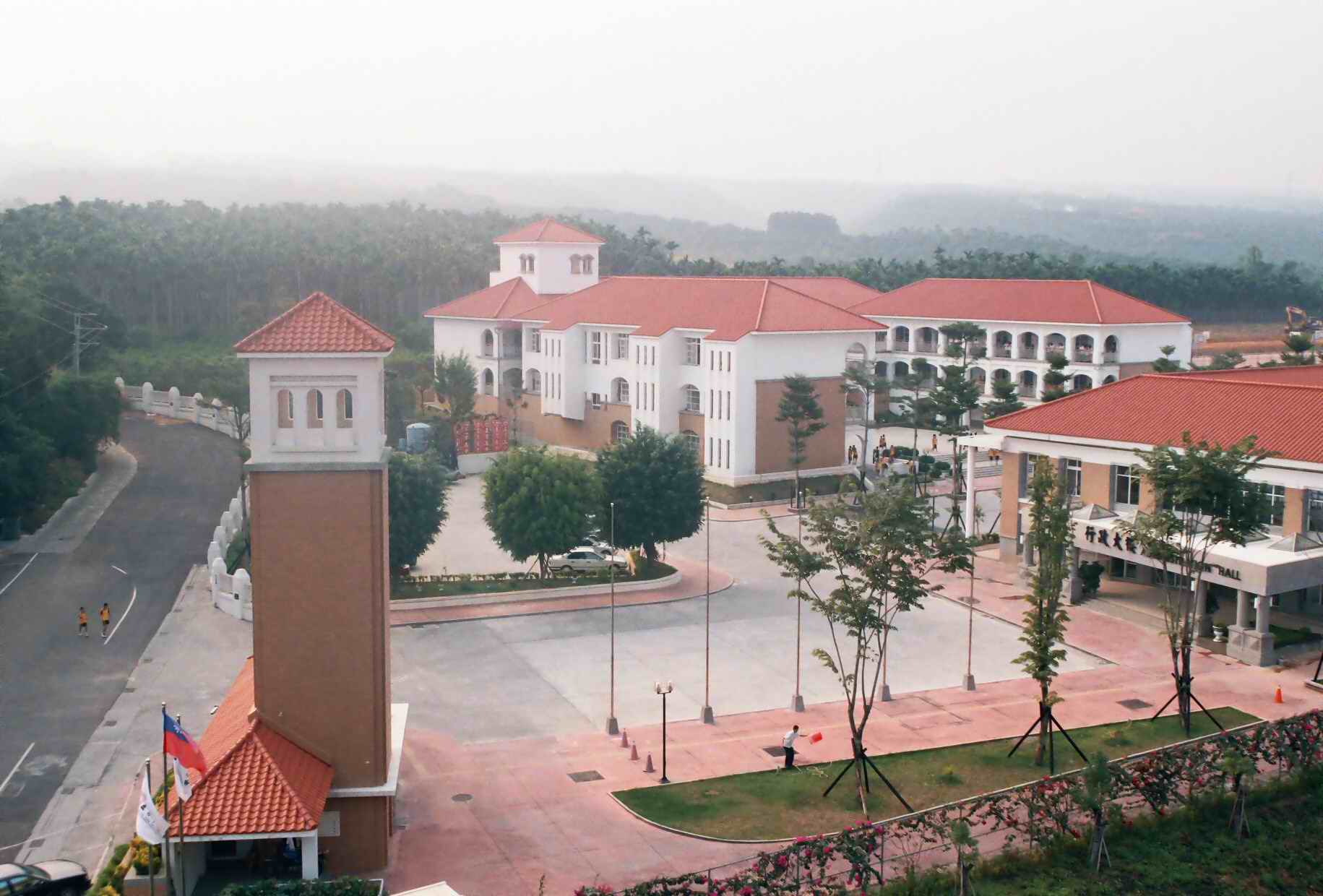
五育中學校園一隅

- 校長室
- 學務處
- 教務處
- 輔導室
- 總務處
- 實習處
- 人事室
- 會計室

## 特色
- 為南投縣唯一一所具備全民網路英檢認證的高級中學。
- 為南投縣第一所私立完全中學(國中部已停招)，成立以來積極作育英才，94至97連續四年南投縣大學學測榜首均為本校畢業生。
- 位於八卦山麓，校地近十公頃，校園廣大、校風純樸、環境優美，遠離都市的塵囂，坐擁田疇綠地和紅瓦白牆，有如置身於世外桃源，讓學生在大自然的環境中能快樂的學習。

## 校史
- 民國86年十月由前南投高商校長白博文先生、前縣政府主任秘書賴文吉及企業家陳宗暉先生共同發起創辦南投縣私立五育高級中學，隨後並有南投、草屯、竹山、鹿谷 等有志興學之仕紳及教育界人士熱烈參與籌設工作，並共推白博文先生為籌備主任。
- 民國88年十月第一屆董事會正式成立，共推何基德先生為第一任董事長，  並經董事會正式敦聘賴文吉先生為首任校長，91年續連任一屆董事長。
- 民國94年共推林炳峰先生為第三屆董事長，97年續連任一屆董事長。
- 民國101年共推黃添榮先生為第五任董事長，105年連任第六屆董事長。
- 民國89年6月24日第一期工程動土，於10月24日正式動工興建。
- 民國90年四月中旬完工，當年7月專科大樓興建完成。
- 民國90年正式招生(國中部6班、高中部4班)。
- 民國92年8月學生宿舍興建完成。
- 民國97年10月1日賴文吉校長退休，由教務主任吳明晃先生接任。
- 民國98年增設職業類科，招收資料處理科新生1班。
- 民國99年增設多媒體動畫科，招收新生2班。
- 民國99年吳明晃校長退休，由高昭煌先生接任。
- 民國100年增設美容科正規班1班及建教合作班1班、應用外語科1班，停招資料處理科、國中部。
- 民國104年增設圖文傳播科1班及照顧服務科1班，停招應用外語科。
- 民國105年2月由教務主任陳明毅先生接任代理校長。
- 民國105年8月由康明忠先生接任校長，照顧服務科招收2班。
- 民國105年，增設照顧服務科膳食營養實習教室。
- 民國105年，開始承辦南投縣國中技藝教育學程設計職群技藝競賽。
- 民國106年1月與中台科大簽訂策略聯盟暨照顧服務科產學攜手合作計畫。
- 民國107年，由邱勝濱先生接任校長，停招普通科、圖文傳播科。
- 民國107年1月，增建沙灘排球場。
- 民國107年3月增設照顧服務科實習教室，做為照顧服務員檢定場所。
- 民國107年3月設立電競教室並開設多媒體電競學程。
- 民國107年5月與署立南投醫院合作辦理照顧服務科產學專班，讓就業導向專班學生至署立南投醫院實習，畢業後全部留任署立醫院工作，同時每周利用兩天時間至中台科大就讀，四年同時取得工作經歷與大學學位。

## 專科教室
- 電腦教室
- 圖文教室
- 語言教室
- 照服教室
- 美容教室
- Ｅ化教室

## 社團及活動

### 學生社團
社團時間於週五下午六、七節，為隔週舉行。
- 太鼓社*
- 武術功夫社
- 原舞社
- 童軍社
- 西樂社
- 街舞社
- 國樂社
- 創客設計社
- 創意手工藝社
- 氣球造型社
- 熱舞社
- 校刊社
- 茶藝社
- 紫錐花
- 愛校服務社
- 印前製程丙級
- 籃球社
- 電競社
- 讀書社
- 照服技術社
- 戰鼓社

### 官方活動
- 新生訓練
- 公民訓練
- 社團成果展
- 畢業典禮
- 畢業旅行
- 校慶活動

## 相關連結
- 五育高級中學資訊網（页面存档备份，存于）